# أنشارتد: ثروة دريك
 أنشارتد: دريك فورتشن (بالإنجليزية: Uncharted: Drake's Fortune)‏ هي لعبة من نوع لعبة أكشن-مغامرات، تصويب منظور الشخص الثالث وهي أول لعبة من سلسلة أنشارتد. صدرت في عام 2007 وهي متوفرة على بلاي ستيشن 3 وبلاي ستيشن 4. اللعبة من تطوير نوتي دوغ ونشر شركة سوني كمبيوتر إنترتينمنت. أول مرة تم الإعلان عن اللعبة كان ذلك في معرض إي3 2006.

## قصة اللعبة
تبدأ اللعبة مع نيثن دريك «نيت» حيث يقوم باسترجاع تابوت المستكشف السير فرانسيس دريك (جده المزيف) الذي دفن في قاع المحيط منذ 400 عام (1587)، ولقد ورث خاتم من إحداثيات الرحلة الاستكشافية المنقوشة. ويتم تمويل الرحلة الاستكشافية عن طريق الصحفية إيلينا فيشر (Elena Fisher) خطيبة نيت، التي هي متواجدة لتسجيل فيلم وثائقي عن أحداث رحلة البحث عن التابوت لإيجاد ما كان يسعى له فرانسيس دريك.
عندما يفتح نيت التابوت يكتشفان أنه يحتوي فقط على مذكرات السير فرانسيس دريك لتبين ما كان يسعى خلفه دريك (الدورادو)، وتأكد أن السير فرانسيس قام بتزوير وفاته كما كان نيت يعتقد. فظهرت عصابة من القراصنة الذين كانوا يتعقبون نيت فجأة وتدمير قاربهما، ولكن يتم إنقاذ نيت وإلينا من قبل شريك نيت هو فيكتور سوليفان «سالي». يكتشف نيت وسالي أن الصفحة الأخيرة من المذكرات مفقودة بدون إخبار (Elena Fisher). فيخونان إلينا ويذهبان بقارب إلى إحدى الجزر التي يعتقدان أنها تحتوي على الكنز (الدورادو) من المذكرات. بعد البحث يكتشف سالي أن الأرض هشة فيسقط نيثن صخرة كبيرة فيفتح كهف الكنز (الدورادو). فيحلان ألغاز تحمي الكنز (الدورادو) ويعثران على موضع الكنز (الدورادو المدينة الذهبية) فيكتشف نيت أن الكنز ليس مدينة ذهبية بل معبود ذهبي (رجل ذهبي) ويريان أثار الكنز وهو يسحب فيكتشف نيثن أن الإسبان من سحبوه. يلحقان بالآثار ويجدان سفينة ألمانية عالقة في شلال، يقترح نيثن تفقدها لكن سوليفان يرفض فيترك نيت المذكرات عند سالي ويذهب إلى الباخرة فيجد في قمرة القبطان الصفحة المفقودة من المذكرات وخريطة السير فرانسيس وعندما يعود تعود الصواريخ (المتفجرات) للعمل فيهرب من أسفل الباخرة ولمل يصل يجد صديق سالي القديم غابريل رومان مع اتوك نيفارو وهو يدين لسوليفان بمبلغ كبير من المال، فيطلب من نيثن اعطائه الخريطة ليجد هو الكنز كتعويض عن ديون سالي فيعطيه نيثن الخريطة لكن غابريل يحاول قتل نيثن فيقنعه سالي بعدم قتله لكن يقتل غابريل سالي. يغضب نيثن ويحاول أخذ سلاح نيفارو لكن القنابل الموجودة في الباخرة تنفجر فيسقط نيفارو ورومان ويهرب نيثن فيامر رومان بقتله لكن نيثن يختبا فتظهر (Elena Fisher) وتفاجئ نيثن وتلكمه لخيانته لها فيخبرها بما حصل والمفاجأة هي أنها تملك مسدسا. فيقاتل نيت وإلينا للهروب من الجزيرة. بعد الخروج يأخذان طائرة سالي ويتوجهان إلى المكان المشار إليه في خريطة دريك UK2642 وهو مكان الدورادو. عندما يصلان إلى حدود الجزيرة يتم إطلاق النار على الطائرة من قبل عصابة بقيادة ايدي راجا فتقفز إلينا ويقفز بعدها نيت لكنه يترك الخريطة في الطائرة ويتبين أن باراشوته لا يعمللكنه يعلق في شجرة وينجو نيثن. أصبحت مهمة نيثن في الجزيرة هي إيجاد الطائرة لإيجاد الخريطة وصراع طويل مع عصابة راجا يجد بعضهم يقتحمونها وهي عالقة في شجرة. يمنعهم نيثن من أخذ الخريطة ويصعد لياخذها فتفقد الطائرة توازنها لينزلق نيثن إلى النافذة ويبصر قلعة ضخمة يعلوها باراشوت إلينا فيذهب نيت لتفقد الأمور ويجد رجال ايدي يسيطرون عليها فيقاتلهم لحماية إلينا. وبعد عراك يصعد لمبنى عال ويجدها تصور مرفأ في الجزيرة ويرى تحته رجلين يحاولان قتلها، فيقتل الأول ويطلق الثاني إلى جانبه بقنبلة.
يستيقظ نيثن في السجن ويتكلم مع إلينا من القضبان التي تطل للخارج وتخبره بأنها ستنقذه ثم فجأة يظهر ايدي ومعه خريطة نيثن فيعرض على نيثن المساعدة في إيجاد الكنز وفي هذه الأثناء تقوم إلينا بربط حبل بالقضبان الخارجية وتسحبه بالسيارة فيسرق نيت الخريطة من يد ايدي ويركب في السيارة فتنطلق إلينا ويتمكنان من الهرب. بعدما تسير السيارة مسافة طويلة تتوقف إلينا فجاة في طريق مسدود فيسقط نيثن لكنه يتمسك في أخر لحظة وتنقذه إلينا وعندما يحاول الانطلاق يجد ايدي ورجاله أمامهما فيأمره ايدي راجا بأن يعطيه الخريطة لكن نيثن يرجع بالسيارة إلى الخلف فتسقط بهما في الماء لكنهما يخرجان ويهربان. يقاتلان رجال ايدي وعندما يصلان لمكان آمن تريه إلينا فيديو تصور فيه مرفأ وتخبره بأن السفن تمرر كل حمولاتها من ذلك المرفا فإذا كان الدورادو موجودا فسيمر من المرفأ، وينتبه نيت لقارب صغير ويقول بأنه الطريقة الوحيدة للخروج. في طريقهما للمرفأ يريان كتابا يحتوي على معلومات عن الكنز «الصورة-الوزن... إلخ». عندما يصلان يكتشفان أنهما سلكا طريقا خاطئا والقارب من الجهة الأخرى فيذهب نيثن لإحضاره بينما تبقى إلينا، ولكن عندما يصل يجد رجال رومان وعندما يحاول قتلهم تأتي إلينا وتوقفه فتريه فيديو يظهر فيه سالي كرهينة عند رومان فيذهبان لإنقاذه. فيخبرهما بأنه يحاول تضليل غابريل وقد نجى بفضل المذكرات، فيكتشفون أن المكان المتواجدون فيه (الدير) يحتوي على خزنة سرية فيها خبؤا الكنز فيفتحون غرفة سرية ومنها يذهب نيت إلى مكان الكنز. يكتشف نيثن أن رومان وايدي يعملان معا وأن سوليفان أرسلهم مباشرة إلى مكان يعلو الكنز عن طريق الخطأ لكن سالي يعيد استدعائهم للدير ويتجه مع إلينا إلى مكان نيثن فيفتح لهم باب، يمر منه نيت وإلينا لكن إلينا تتسرع وتشغل فخا يتسبب في غلقه قبل دخول سالي. يتابع نيثن وإلينا سيرهما فيقابلان ايدي مرة أخرى فيهربان إلى أن يصلا لطريق مسدود فيجد نيت جثة جده فرانسيس دريك.
تصعد إلينا لجلب سلم لنيت وبينما هو ينتظر يأتي ايدي مع مساعده دون علمهما بوجوده فيفاجئهما ويخبرانه عن كائنات غريبة تطاردهما فيسحب مساعد راجا وتظهر هذه الكائنات فيتبين إنهم الإسبان قد تحولوا إلى وحوش مشردة بعدما حلت عليهم لعنة الدورادو المظلمة فيقاتلان إلى أن يموت ايدي لكن إلينا ترمي له حبلا فيصعد عليه ويتبعه المتحولون فيطاردونهما إلى أن يصلا إلى غرفة كبيرة ويجدان بابا لكنه يفتح بالكهرباء فيذهب نيت ويترك إلينا وحدها ليشغل المولد وعندما يعود يخطئ الطريق فيذهب إلى الغرفة المجاورة ويرى إلينا رهينة عند رومان. يقاتل نيثن الإسبان ورجال رومان وهو يبحث عن سوليفان فيصادفه في طريقه ويذهبان إلى أعماق الكهوف ويريان غابريل قد وجد الدورادو فيحاولان قتله لكن رجاله يظهرون من ورائهم، يخبر نيفارو رئيسه أن الكنز الحقيقي في داخل التمثال وعندما يفتحه تحل عليه لعنة الدورادو لكن نيفارو يقتله وياخذ الكنز بالطائرة فيقتل نيت وسالي رجال رومان ويأخذان اسلحتهما، فيظهر الإسبان لكن سالي يشتتهم. يلحق نيت نيفارو ويتشبث بالحبال. يكتشف رجل من رجال نيفارو أنه يتبعهم فيخبرهم في الراديو ويطلق واحد منهم على نيت لكن إلينا تدفعه فيقتل السائق لتسقط الطائرة في سفينة نيفارو ويقاتل نيت إلى أن يصل إلى الطائرة لكن نيفارو يفجر برميلا، يسقط نيت ويسقط سلاحه في البحر فيقاتل نيفارو بلا سلاح. يغيب نيفارو عن الوعي فينقذ نيثن إلينا لكن نيفارو ينهض، يدفع نيت الطائرة فتربط قدم نيفارو ويسقط في البحر مع الطائرة والدورادو. يحظر سالي قاربا ويفاجئهما بكثير من الذهب.

## روابط خارجية
- أنشارتد: ثروة دريك على موقع IMDb (الإنجليزية)